# Aéroport international de Tuzla
L'aéroport international de Tuzla, en Bosnien Međunarodni aerodrom Tuzla/Међународни аеродром Тузла, ((code IATA : TZL • code OACI : LQTZ) est un aéroport bosnien situé à Tuzla. Il s'agit d'un aéroport de type civil et d'une base aérienne. Il fonctionne de 6 h à 20 h.

## Histoire
L'aéroport international de Tuzla a été un des plus grands aéroports militaires de la République fédérative socialiste de Yougoslavie. Il a été placé sous le contrôle de la Force de protection des Nations unies en 1992, et en 1996 est devenu centre d'activité principal de la force de stabilisation. En 1998, le canton de Tuzla transforme l'aéroport international en aéroport civil.

## Situation
| \| 50 km1:4 706 000 \| Sarajevo Tuzla Mostar Banja Luka |
| 50 km1:4 706 000                                        |

## Compagnies aériennes et destinations
| Compagnies        | Destinations |
| ----------------- | --- |
| Freebird Airlines | En saison charter Antalya |
| Ryanair           | Memmingen, Stockholm-Arlanda, Vienne-Schwechat |
| Wizz Air          | - Bâle-Mulhouse, - Berlin-Brandebourg, - Cologne/Bonn-K. Adenauer, - Dortmund, - Eindhoven, - Friedrichshafen-Bodensee, - Göteborg, - Francfort-Hahn, - Karlsruhe/Baden-Baden, - Malmö, - Memmingen, - Nuremberg-A. Dürer, - Stockholm-Skavsta - Nyköping, - Vienne-Schwechat En saison: Billund |

Édité le 25/07/2018  Actualisé le 12/02/2023

## Statistiques
Pour des raisons techniques, il est temporairement impossible d'afficher le graphique qui aurait dû être présenté ici.

Voir la requête brute et les sources sur Wikidata.

Nombre de passagers par mois et par an depuis 2010
| Année/mois | Janvier | Février | Mars | Avril | Mai | Juin  | Juillet | Août | Septembre | Octobre | Novembre | Décembre | Total |
| ---------- | ------- | ------- | ---- | ----- | --- | ----- | ------- | ---- | --------- | ------- | -------- | -------- | ----- |
| 2012       | 8       | 0       | 51   | 13    | 2   | -     | -       | -    | -         | -       | -        | -        | 74    |
| 2011       | 0       | 0       | 12   | 54    | 8   | 1,143 | 1,506   | 965  | 10        | 426     | 403      | 0        | 4,527 |
| 2010       | -       | -       | -    | -     | -   | -     | -       | -    | 38        | 47      | 827      | -        | 5.438 |

## Le terminal
Le terminal a été construit en 1998 et a une capacité de 350 passagers aux heures de pointe. Le terminal est équipé :
- D'une porte pour les arrivées et les départs
- Des comptoirs d'enregistrement pour l'enregistrement des passagers
- Des services pour les passagers handicapés
- D'un service de billetterie
- D'une agence de voyages TIA
- D'un système de traitement des bagages
- D'un service des objets trouvés
- D'un service de douanes
- D'un service de bus et de taxis
- De 200 places de parking
- D'un restaurant et d'un snack-bar
- D'un kiosque
- D'un service de premiers secours